# Kirchberg (Oberweißbach)
Der Kirchberg bei Oberweißbach im Landkreis Saalfeld-Rudolstadt ist ein 784,2 m hoher Berg im Thüringer Schiefergebirge. Auf dem Gipfel steht der Aussichtsturm Fröbelturm mit angegliederter Gaststätte.

## Geographische Lage
Der Kirchberg liegt westlichen Teil des Thüringer Schiefergebirges zwischen Oberweißbach im Nordwesten, Deesbach im Süden und der Vorsperre Deesbach im Osten.

## Verkehr und Wandern
Neben einer Straßenanbindung von den Orten Oberweißbach und Deesbach ist der Kirchberg auch gut mit der Oberweißbacher Bergbahn zu erreichen. Die Wanderung von der Endhaltestelle der Flachstrecke in Cursdorf dauert etwa 45 Minuten.
Über den Kirchberg führen verschiedene Wanderwege, u. a. der Internationale Bergwanderweg Eisenach–Budapest und der Panoramaweg Schwarzatal.
Im Winter ist bei entsprechender Witterung von Oberweißbach aus ein 300 m langer Schlepplift und ein Rodelhang in Betrieb.